# Bickigen-Schwanden
Bickigen-Schwanden (toponimo tedesco) è stato un comune svizzero del Canton Berna, nel distretto di Burgdorf.

## Storia
Già comune autonomo istituito nel 1832, che apparteneva al distretto di Burgdorf e che comprendeva Bickigen e la frazione di Schwanden, nel 1911 è stato accorpato a Wynigen.

## Società

### Evoluzione demografica
L'evoluzione demografica è riportata nella seguente tabella:
Abitanti censiti

## Amministrazione
Ogni famiglia originaria del luogo fa parte del cosiddetto comune patriziale e ha la responsabilità della manutenzione di ogni bene ricadente all'interno dei confini del comune.